# Lista över leversjukdomar
Följande är en alfabetisk lista över leversjukdomar som kan drabba människor.
| - Acholi (sjukdom) - Alfa1-antitrypsinbrist - Budd-Chiaris syndrom - Fettlever - Gallstas - Gulsot - Hepatit - Hepatit A - Hepatit B - Hepatit C - Hepatit D - Hepatit E - Hepatomegali - Hepatosplenomegali | - Levercancer - Leverkoma - Leversvikt - Primär biliär cirros - Skrumplever - Virushepatit - Wilsons sjukdom - Xantomatos |